# Біч-Крік (Пенсільванія)
Біч-Крік (англ. Beech Creek) — місто (англ. borough) в США, в окрузі Клінтон штату Пенсільванія. Населення — 736 осіб (2020).

## Географія
Біч-Крік розташований за координатами 41°4′29″ пн. ш. 77°35′9″ зх. д. / 41.07472° пн. ш. 77.58583° зх. д. (41.074685, -77.585731).  За даними Бюро перепису населення США в 2010 році місто мало площу 1,44 км², з яких 1,40 км² — суходіл та 0,04 км² — водойми.

## Демографія
Згідно з переписом 2010 року, у селищі мешкала 701 особа в 290 домогосподарствах у складі 200 родин. Густота населення становила 486 осіб/км².  Було 301 помешкання (209/км²).
Расовий склад населення:
| - 99,3 % — білих - 0,1 % — корінних американців - 0,1 % — азіатів |

До двох чи більше рас належало 0,4 %. Частка іспаномовних становила 0,6 % від усіх жителів.
За віковим діапазоном населення розподілялося таким чином: 19,8 % — особи молодші 18 років, 63,2 % — особи у віці 18—64 років, 17,0 % — особи у віці 65 років та старші. Медіана віку мешканця становила 42,4 року. На 100 осіб жіночої статі у селищі припадало 99,1 чоловіків;  на 100 жінок у віці від 18 років та старших — 96,5 чоловіків також старших 18 років.
Середній дохід на одне домашнє господарство  становив 54 057 доларів США (медіана — 49 239), а середній дохід на одну сім'ю — 59 339 доларів (медіана — 56 458). За межею бідності перебувало 12,8 % осіб, у тому числі 23,7 % дітей у віці до 18 років та 8,3 % осіб у віці 65 років та старших.
Цивільне працевлаштоване населення становило 373 особи. Основні галузі зайнятості: освіта, охорона здоров'я та соціальна допомога — 23,9 %, роздрібна торгівля — 14,5 %, транспорт — 11,3 %, будівництво — 10,7 %.